# Bruce Jones
Bruce Jones (geb. 1944) ist ein US-amerikanischer Comic- und Drehbuchautor.
Jones’ Tätigkeit als Autor begann 1970 in New York City, hier zeichnete er und textete für das Comicheft Web of Horror, danach textete er für die Hefte Creepy und Eerie Horrorcomics. Es folgten für Marvel Comics Episoden von Ka-Zar und Conan the Barbarian. Ab 1982 bildete er mit seiner Frau April Campbell ein Autorenduo. Es erschienen die Heftserien Twisted Tales, Alien Worlds, Somerset Holmes und Silverheels nach ihren Szenarios. Ab 1986 fertigte das Paar Drehbücher fürs Fernsehen, darunter Episoden für Der Hitchhiker und die Zeichentrickserie Dennis nach den Comics von Hank Ketcham.
1986 textete Jones für Richard Corbens Miniserie RIP in Time. Anfang der 1990er Jahre schrieb er die Szenarios für die Flash-Gordon-Zeitungscomics. Ab 2001 textete er für die Comicserie Hulk.